# 블랙박스 (자동차)
자동차용 블랙박스(automotive black box)는 자동차의 운행 정보를 기록하는 장치이다.

## 구성
차량용 블랙박스는 자동차의 운행 관련 정보를 디지털 데이터로 기록하는 장치인 MVEDR(motor vehicle event data recorder) 형식의 제품 그리고 영상 데이터를 촬영, 동영상으로 기록하는 카메라 형식의 제품의 두 종류로 나뉜다. 대한민국에서는 카메라 형식의 제품도 블랙박스라고 칭하지만, 미국에서는 대시보드 카메라(dashboard camera), 혹은 
대시캠(dashcam)라고 불렸지만, 일본에서는 드라이브 레코더(ドライブレコーダー)라고 불렸다.

## 관련 매체
- 맨 인 블랙박스 (SBS TV)
- 한문철의 블랙박스 리뷰 (JTBC)

## 같이 보기
- 사고기록장치